# Archytas nitidus
Archytas nitidus là một loài ruồi trong họ Tachinidae.